# Lamure-sur-Azergues
Lamure-sur-Azergues es una comuna francesa situada en el departamento de Ródano, de la región de Auvernia-Ródano-Alpes. 

## Geografía
Se encuentra situada a unos 50 km al noroeste de la aglomeración de Lyon, en el corazón del territorio conocido como Beaujolais Vert, donde se mezclan paisajes boscosos y de cultivos vitícolas.

## Demografía
| 678 | 852 | 826 | 799 | 782 | 872 | 1 034 | 1 048 |
| Para los censos de 1962 a 1999 la población legal corresponde a la población sin duplicidades (Fuente: INSEE [Consultar]) |     |     |     |     |     |       |       |